# Ewelina Woźniak
Ewelina Woźniak (ur. 5 maja 1993 w Trzemesznie) – polska zawodniczka mieszanych sztuk walki (MMA). Była mistrzyni angielskiej federacji Contenders z 2019 roku w wadze słomkowej. Walczyła także dla takich organizacji jak m.in. Oktagon MMA, Brave CF czy Ares FC. Aktualnie związana kontraktem z KSW.

## Kariera MMA

### Wczesna kariera
Woźniak przed zawodową karierą stoczyła 9 amatorskich walk, z których 7 wygrała m.in. z Dorotą Norek, Aleną Gondášovą, Roksaną Prucnal, Agnieszką Więcek, Maryną Ivashko, Aleksandrą Wypych oraz Hanną Gujwan, zaś dwukrotnie przegrywała z Aleksandrą Rolą.
W zawodowym MMA zadebiutowała 12 maja 2018 na gali LFN 9 – Tic Tac Toe we Wrocławiu. Walkę zwyciężyła w trzeciej rundzie przez poddanie duszeniem zza pleców Kingi Jędrasik.
Drugi pojedynek stoczyła podczas EFN 5 – Envio Fight Night '20, gdzie brutalnie znokautowała prawym prostym zawodniczkę bikini fitness, Anitę Bekus w pierwszej odsłonie walki.

### Mistrzyni Contenders i Oktagon MMA
Kolejnym starciem Woźniak była walka z Karoliną Wójcik (28 września 2019) dla angielskiej federacji Contenders, o pas mistrzowski tejże organizacji. Walkę po wyrównanej walce niejednogłośnie zwyciężyła Ewelina Woźniak.
Następnym krokiem w karierze Woźniak był debiut dla czesko-słowackiej organizacji Oktagon MMA. Podczas 20 jubileuszowej gali pokonała decyzją jednogłośną po trzech rundach bardziej doświadczoną zawodniczkę z Czech, Magdaléne Šormovą.
1 maja 2021 w Pradze podczas gali Oktagon 23 skończyła w pierwszej rundzie Elizabeth Rodrigues, poddając ją duszeniem trójkątnym nogami.

### Walka dla Brave CF i Ares FC
W sierpniu 2021 podpisała kontrakt z Brave Combat Federation. Jednorazowy występ Woźniak dla Azjatyckiej federacji odbył się 25 września w Koninie na wydarzeniu Brave CF 54, gdzie zwyciężyła przez TKO w drugiej rundzie z Włoszką, Samin Kamal Beik.
11 lutego 2022 francuska federacja Ares Fighting Championship ogłosiła, że Woźniak podpisała z nimi kontrakt. Kilka dni później poinformowano, że zmierzy się z Brazylijką, Marią Silvą 11 marca na gali Ares FC 4. W Paryżu odnotowała pierwszą porażkę w zawodowej karierze, przegrywając przez poddanie duszeniem zza pleców w trzeciej rundzie.
25 czerwca 2022 podczas gali Ares FC 7 poddała duszeniem zza pleców w drugiej odsłonie Rosjankę, Anastasią Feofanovą.
W następnej walce zaplanowanej na termin 20 stycznia 2023 miała zawalczyć o pas mistrzowski Ares FC w wadze muszej, jednak Woźniak dnia 4 stycznia poinformowała fanów, że doznała kontuzji, która uniemożliwiła jej rywalizację na gali Ares FC 11 z Norweżką, Ivana Petrović. Zawodniczka z Trzemeszna wspomniała także o tym, że do pojedynku dojdzie w późniejszym czasie. Finalnie walka doszła do skutku 7 kwietnia 2023 na Ares FC 14. Woźniak przegrała to starcie przez poddanie (duszenie zza pleców) w rundzie czwartej.

### KSW
11 listopada 2023 podczas trwającej gali XTB KSW 88: Bitwa o Radom ogłoszono, że Woźniak podpisała kontrakt z Konfrontacją Sztuk Walki. W nowej dla siebie organizacji zadebiutowała 20 stycznia 2024 podczas gali XTB KSW 90 w warszawskiej Hali Torwar. Jej rywalką była Bułgarka, Aleksandra Tonczewa. Woźniak w pierwszej rundzie mocno zdominowała rywalkę, rozbijając ją ciosami w stójce, jak i parterze, jednak ostatecznie zwyciężyła w drugiej odsłonie, w której to zacisnęła Tonczewie odwrotne duszenie trójkątne nogami. Po walce została nagrodzona pierwszym bonusem za najlepsze poddanie wieczoru.
Równe sześć miesięcy później w Łódź Sport Arenie na wydarzeniu XTB KSW 96 stoczyła rewanżowe starcie z Brazylijką, Marią Silvą. Ponownie uległa rywalce, jednak tym razem na pełnym dystansie niejednogłośnie (30-27, 28-29, 29-28) na kartach punktowych.
We wrześniu 2024 roku za pośrednictwem serwisu X zapowiedziała powrót do klatki jeszcze w tym samym roku. Woźniak planowała powrócić podczas gali KSW 100 w listopadzie lub KSW 101 w grudniu. Na początku listopada 2024 roku, poinformowała kibiców o doznanej kontuzji (naderwanie II stopnia więzadła strzałkowego), która wyklucza jej występ w tym roku.
8 marca 2025 zawalczy na wydarzeniu XTB KSW 104 w Gorzowie Wielkopolskim. Pierwotnie rywalką Woźniak miała być Brazylijka, Naizi Cantanhede, jednak ta musiała wycofać się z pojedynku. Następnie oczekiwano, że Woźniak zawalczy z inną reprezentanką kraju kawy, Mariną Monteiro, jednak ta również się wycofała z powodu kontuzji. Ostateczną rywalką „Mad Queen” była Gruzinka, Sofia Bagiszwili. Woźniak na początku pierwszej rundy zwyciężyła przez technicznie poddanie na rywalce, która utraciła przytomność po ciasno zapiętym duszeniu zza pleców. Organizacja nagrodziła Woźniak drugim bonusem za poddanie wieczoru.
Podczas gali XTB KSW 109, która odbyła się w 9 sierpnia 2025 w Warszawie, pokonała Słowenkę Monikę Kučinič przez jednogłośną decyzję sędziów.

## Osiągnięcia i nagrody

### Grapplingikick-boxing
- Brązowy pas z czarną belką w kick-boxingu[40]
- 2016: VI Mistrzostw Polski No Gi jiu jitsu 2016, – 3. miejsce, kat. -61,5kg, białe pasy[41]
- 2020: VI European Championship CBJJP – 1. miejsce, kat. -57 kg, niebieskie pasy[42]

### Mieszane sztuki walki
- Contenders
  - 2019: Mistrzyni Contenders w wadze słomkowej (do 52,2 kg)[4]
- Konfrontacja Sztuk Walki
  - Bonus za poddanie wieczoru (dwa razy) vs. Aleksandra Tonczewa (2024)[28], Sofia Bagiszwili (2025)[38]

## Lista walk w MMA

### Zawodowe
| Wynik     | Bilans | Przeciwnik (bilans przed walką) | Rozstrzygnięcie                                     | Runda | Czas | Rozgrywki                                      | Data       | Miejsce             | Uwagi                                                             |
| --------- | ------ | ------------------------------- | --------------------------------------------------- | ----- | ---- | ---------------------------------------------- | ---------- | ------------------- | ----------------------------------------------------------------- |
| Wygrana   | 10-3   | Monika Kučinič (6-2)            | Decyzja (jednogłośna)                               | 3     | 5:00 | XTB KSW 109: Kuberski vs. Paczuski             | 09.08.2025 | Warszawa            |                                                                   |
| Wygrana   | 9-3    | Sofia Bagiszwili (11-7)         | Techniczne poddanie (duszenie zza pleców)           | 1     | 1:32 | XTB KSW 104: Kuberski vs. Romanowski           | 08.03.2025 | Gorzów Wielkopolski | Bonus za poddanie wieczoru.                                       |
| Przegrana | 8-3    | Maria Silva (10-1)              | Decyzja (niejednogłośna)                            | 3     | 5:00 | XTB KSW 96: Pawlak vs. Janikowski 2            | 20.07.2024 | Łódź                | Co-Main Event                                                     |
| Wygrana   | 8-2    | Aleksandra Tonczewa (5-4-1)     | Poddanie (odwrotne duszenie trójkątne nogami)       | 2     | 1:56 | XTB KSW 90: Wrzosek vs. Vitasović              | 20.01.2024 | Warszawa            | Debiut w KSW. Bonus za poddanie wieczoru.                         |
| Przegrana | 7-2    | Ivana Petrović (5-0)            | Poddanie (duszenie zza pleców)                      | 4     | 3:05 | Ares FC 14: Lebout vs. Staropoli               | 07.04.2023 | Paryż               | Pojedynek o pas mistrzowski Ares FC w wadze muszej. Co-Main Event |
| Wygrana   | 7-1    | Anastasia Feofanova (8-1)       | Poddanie (duszenie zza pleców)                      | 2     | 2:26 | Ares FC 7: Abdoul vs. Amoussou                 | 25.06.2022 | Paryż               |                                                                   |
| Przegrana | 6-1    | Maria Silva (7-0)               | Poddanie (duszenie zza pleców)                      | 3     | 1:04 | Ares FC 4: Kruschewsky vs. Lapilus             | 10.03.2022 | Paryż               | Co-Main Event                                                     |
| Wygrana   | 6-0    | Samin Kamal Beik (5-3)          | TKO (kolano na korpus i ciosy pięściami w parterze) | 2     | 0:30 | Brave CF 54                                    | 25.09.2021 | Konin               |                                                                   |
| Wygrana   | 5-0    | Elizabeth Rodrigues (4-2)       | Poddanie (duszenie trójkątne nogami)                | 1     | 0:49 | Oktagon 23: Kníže vs. Fusi                     | 01.05.2021 | Praga               |                                                                   |
| Wygrana   | 4-0    | Magdaléna Šormová (10-2)        | Decyzja (jednogłośna)                               | 3     | 5:00 | Oktagon 20: Vémola vs. Lohoré                  | 30.12.2020 | Brno                |                                                                   |
| Wygrana   | 3-0    | Karolina Wójcik (5-1)           | Decyzja (niejednogłośna)                            | 5     | 5:00 | Contenders East Anglia – Contenders Norwich 27 | 28.09.2019 | Norwich             | Zdobyła mistrzowski pas Contenders w wadze słomkowej. Main Event  |
| Wygrana   | 2-0    | Anita Bekus (2-0)               | KO (cios prawy prosty)                              | 1     | 3:14 | EFN 5 – Envio Fight Night '20                  | 08.06.2019 | Bydgoszcz           |                                                                   |
| Wygrana   | 1-0    | Kinga Jendrasik (0-0)           | Poddanie (duszenie zza pleców)                      | 3     | 2:13 | LFN 9 – Tic Tac Toe                            | 12.05.2018 | Wrocław             | Debiut w zawodowym MMA.                                           |

### Amatorskie
| Wynik     | Bilans | Przeciwnik (bilans przed walką) | Rozstrzygnięcie              | Runda | Czas | Rozgrywki                                       | Data       | Miejsce    | Uwagi                         |
| --------- | ------ | ------------------------------- | ---------------------------- | ----- | ---- | ----------------------------------------------- | ---------- | ---------- | ----------------------------- |
| Wygrana   | 7-2    | Hanna Gujwan (2-3)              | Decyzja (jednogłośna)        | 3     | 3:00 | XFS - Night of Champions 10                     | 07.10.2017 | Poznań     |                               |
| Wygrana   | 6-2    | Aleksandra Wypych (5-4)         | TKO (ciosy pięściami)        | 1     | ?    | XGSW - Leszczynska Strefa Walki 1               | 23.09.2017 | Leszno     |                               |
| Wygrana   | 5-2    | Maryna Ivashko (2-0)            | TKO (ciosy pięściami)        | 1     | 4:59 | MMA Berlin - Tournament 49                      | 17.12.2016 | Berlin     | Walka w wadze muszej (57 kg). |
| Wygrana   | 4-2    | Agnieszka Więcek (1-2)          | TKO (ciosy pięściami)        | 2     | 2:14 | Slugfest 8 – Gniezno                            | 29.10.2016 | Gniezno    |                               |
| Wygrana   | 3-2    | Roksana Prucnal (5-2)           | Decyzja (jednogłośna)        | 3     | 3:00 | Slugfest 7 – Trzemeszno                         | 04.06.2016 | Trzemeszno | Walka w wadze muszej (54 kg). |
| Wygrana   | 2-2    | Alena Gondášová (0-0)           | Poddanie (duszenie anakonda) | 1     | 1:54 | VFCL 1 – Victory Fighting Championship League 1 | 01.04.2016 | Ostrawa    | Walka w wadze muszej (57 kg). |
| Przegrana | 1-2    | Aleksandra Rola (6-4)           | Decyzja (jednogłośna)        | 3     | 3:00 | Slugfest 5 – Września                           | 12.12.2015 | Września   | Limit umowny (55 kg).         |
| Wygrana   | 1-1    | Dorota Norek (0-0)              | Decyzja (jednogłośna)        | 3     | 3:00 | PKM - Pawel Kamiński Memorial 4                 | 07.11.2015 | Gniezno    |                               |
| Przegrana | 0-1    | Aleksandra Rola (3-1)           | Decyzja (jednogłośna)        | 1     | 4:00 | ALMMA 77: Puchar Wielkopolski                   | 28.03.2015 | Poznań     | Debiut w amatorskim MMA.      |